# ワイカト・スタジアム
ワイカト・スタジアム（英: Waikato Stadium）は、ニュージーランド北島ハミルトン市にある競技場。命名権により2015年から「FMGスタジアム・ワイカト（FMG Stadium Waikato）」と呼ぶ。

## 概要
1925年に設立されたラグビー・パーク（Rugby Park）に起源をもち、老朽化に伴い1996年に新たなスタジアムの建設を決定し、2002年に新競技場として完成した。
観客収容人数は、ブライアン・ペリー・スタンドが約10,000人、ポーター・グループ・スタンドが9,000人、グリーンゾーンが5,000人 (立ち見エリア)、ゴールライン・テラスが840 人で、およそ25,000人となる。
ワイカトラグビー協会、スーパーラグビーチーフスの本拠地であり、サッカークラブ・ワイカトFCの本拠地でもある。主にラグビーとサッカーの試合が行われるが、コンサート会場としての機能も有する。
2003年、スタジアムの入口に、マオリの部族連合ワイカト＝タイヌイ（Waikato-Tainui）の伝統を表す彫刻が施された。選手用通路には「Nga Tapuwae Ki Te Ao Marama（光の世界への神聖な足跡）」の彫刻があり、随所にマオリ文化を反映させている。
2015年10月1日、10年間の命名権契約により、FMGスタジアム・ワイカト（FMG Stadium Waikato）となった。